# Astragalus diversifolius
Astragalus diversifolius är en ärtväxtart som beskrevs av Asa Gray. Astragalus diversifolius ingår i släktet vedlar, och familjen ärtväxter. Inga underarter finns listade i Catalogue of Life.